# ハビエル・マルティネス・カルボ
ハビエル・"ハビ"・マルティネス・カルボ（Javier "Javi" Martínez Calvo、1999年12月22日 - ）は、スペイン・オルベガ出身のサッカー選手。SDエイバル所属。ポジションはフォワード。

## クラブ経歴
カスティーリャ・イ・レオン州のオルベガに生まれ、CAオサスナの下部組織で育成された。
2019年7月19日、ラ・リーガのRCDマヨルカ戦にてキケ・バルハとの途中交代でオサスナのトップチームデビューを果たした。
2022年9月1日、セグンダ・ディビシオンのアルバセテ・バロンピエに1シーズンの間レンタル移籍することが決定した。
2023年1月31日、SDウエスカにレンタル移籍。
2025年1月8日、SDエイバルに2年半契約で移籍した。

## タイトル
オサスナ
- セグンダ・ディビシオン : 1回 (2018-19)